# Osoriomyces rhizophorus
Osoriomyces rhizophorus är en svampart som beskrevs av Terada 1981. Osoriomyces rhizophorus ingår i släktet Osoriomyces och familjen Laboulbeniaceae.   Inga underarter finns listade i Catalogue of Life.